# Mastigoniscus microcephalus
Mastigoniscus microcephalus là một loài chân đều trong họ Haploniscidae. Loài này được Gamo miêu tả khoa học năm 1989.